# Richard Kipkemboi Mateelong
Richard Kipkemboi Mateelong (Kenia, 14 de octubre de 1983) es un atleta keniano, especialista en la prueba de 3000 m obstáculos, con la que llegó a ser subcampeón mundial en 2009.

## Carrera deportiva
En el Mundial de Berlín 2009 gana la medalla de plata en los 3000 metros obstáculos, con un tiempo de 2:07.48, tras su compatriota el atleta también keniano Abel Kirui y por delante del etíope Tsegay Kebede. Además ha conseguido dos medallas de bronce en la misma prueba en las Olimpiadas de Pekín 2008 y el Mundial de Osaka 2007.